# کانزاس جو مک‌کوی
کانزاس جو مک‌کوی (انگلیسی: Kansas Joe McCoy؛ ۱۱ مهٔ ۱۹۰۵ – ۲۸ ژانویهٔ ۱۹۵۰) یک موسیقی‌دان اهل ایالات متحده آمریکا بود.